# Spitting Games
 (avril 2021).
Si vous disposez d'ouvrages ou d'articles de référence ou si vous connaissez des sites web de qualité traitant du thème abordé ici, merci de compléter l'article en donnant les références utiles à sa vérifiabilité et en les liant à la section « Notes et références ».
Singles de Snow Patrol
One Night Is Not Enough Run
Spitting Games est le nom du premier single extrait de l'album (musique) Final Straw (2003), du groupe de rock indépendant Snow Patrol. Le single a été réédité en 2004 sous deux formats.

## Différents formats

### Spitting Games
Les quatre pistes sont :
- E-CD

1. Spitting Games
2. Spitting Games (vidéo)
3. Steal
4. Brave

- 7"

1. Spitting games
2. Steal

### Spitting Games (réédition)
- E-CD

1. Spitting Games
2. Spitting Games (vidéo)
3. Crazy In Love (reprise de Beyoncé)
4. New Partner (reprise de Will Oldham)

- 7"

1. Spitting Games
2. Wow (Acoustique)